# (7509) Gamzatov
(7509) Gamzatov est un astéroïde de la ceinture principale.

## Description
(7509) Gamzatov est un astéroïde de la ceinture principale. Il fut découvert le 9 mars 1977 à Naoutchnyï par Nikolaï Tchernykh. Il présente une orbite caractérisée par un demi-grand axe de 2,22 UA, une excentricité de 0,15 et une inclinaison de 6,2° par rapport à l'écliptique.

## Compléments